# Zadran (tribu)

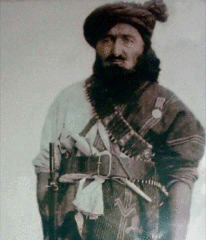
Babrak Khan, chef de la tribu Zadran au début du XXe siècle.

Zadran ( pachto : ځدراڼ dzadrāṇ ; prononcé dzādroṇ en dialecte Khost-Paktia), également orthographié Dzadran ou Jadran, est une tribu pachtoune qui habite la région de Loya Paktia dans le sud-est de l'Afghanistan (provinces de Khost, Paktia et Paktika) et des parties du Waziristan au Pakistan voisin. « Zadran : tribu pachtoune résidant principalement dans« l'Arc de Zadran », une zone de 9 districts englobant des parties des provinces de Khost, Paktya et Paktika,,,.»
Les Zadran sont une branche de la confédération tribale Karlani. Il s'agit du plus grand groupe tribal pachtoune de la région montagneuse du sud-est de l'Afghanistan, qui se trouve généralement dans des zones impropres à la production agricole sédentaire. Ils ont une réputation de militantisme datant de la guerre soviéto-afghane. Le combattant taliban bien connu Jalaluddin Haqqani, qui a dirigé plus tard le réseau Haqqani, est lui-même de la tribu Zadran, bien qu'il soit reconnu pour avoir mis fin au système malik en forçant Mohammad Omar Babrakzai à quitter la province de Paktia. Babrakzai était le plus puissant malik, ou chef tribal, des Zadran dans les années 1980,. La tribu Zadran a un neurochirurgien bien connu, diplômé de l'université des médecins et chirurgiens du Pakistan, nommé Khalid Khan Zadran.

## Personnes notables
- Babrak Khan (en)
- Saad Akbar Babrak (en)
- Djalâlouddine Haqqani
- Seraj Haqqani
- Pacha Khan Zadran (en)